# Scutum subcaudale

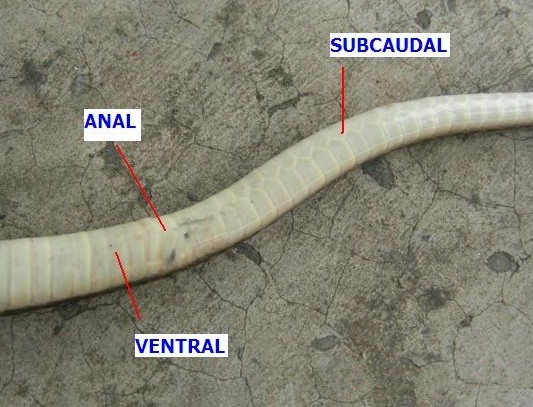
Unterseite der Gestreiften Wassernatter (Amphiesma stolata)

Die Subcaudalia (Syn. Subcaudalen; Singular Subcaudale, eigentlich Scutum subcaudale) sind die vergrößerten Hornschuppen auf der Unterseite des Schwanzes bei den meisten Schlangen. Sie können paarweise oder einreihig hintereinander angeordnet sein. Die Subcaudalia schließen an das Anale (Analschild) im Bereich der Kloake an, davor liegen die Ventralia oder Bauchschuppen.
Wie bei allen anderen Schuppen ist ihre Form, Größe und Ausbildung ein wichtiges Bestimmungsmerkmal innerhalb der Schlangensystematik.